# Cladobethylus japonicus
Cladobethylus japonicus  (лат.) —  вид ос-блестянок рода Cladobethylus из подсемейства Amiseginae.

## Распространение
Восточная Азия: Япония.

## Описание
Мелкие осы-блестянки (длина тела самцов 2,5 мм). Отличаются длинными волосками глаз и очень близким расположением задних оцеллий к затылочному краю. Основная окраска тела буровато-чёрная (усики и ноги светлее, почти жёлтые). Пронотум короткий, примерно вдвое короче (0,5-0,6) комбинированной длины скутума, скутеллюма и метанотума вместе взятых. Скутум с нотаулями. Самки и самцы крылатые. Коготки лапок без зубцов. Предположительно паразитоиды насекомых.

## Систематика
Вид был впервые описан в 1986 году, а его валидный статус подтверждён в 2019 году во время ревизии рода Cladobethylus, проведённой американским гименоптерологом профессором Линн Кимсей (Lynn S. Kimsey, Bohart Museum of Entomology, Department of Entomology, Калифорнийский университет в Дэвисе, Калифорния, США).